# (20405) Barryburke
(20405) Barryburke (1998 QP6) – planetoida z grupy pasa głównego asteroid okrążająca Słońce w ciągu 4,08 lat w średniej odległości 2,55 j.a. Odkryta 24 sierpnia 1998 roku.